# Dioscori de Mira
Dioscori de Mira (en llatí Dioscorius, en grec antic, Διοσκόρος) era un mestre de gramàtica grec nascut a Mira (Myra) que va instruir les filles de l'emperador romà d'Orient Lleó I el Traci. Va ser també prefecte de la ciutat i prefecte del pretori. L'esmenta Suides, la gran enciclopèdia romana d'Orient sobre el món antic.